# 叉歧繁缕
叉歧繁缕（学名：Stellaria dichotoma）是石竹科繁缕属的植物。分布于蒙古、俄罗斯以及中国大陆的甘肃、青海、新疆、黑龙江、内蒙古、辽宁、河北等地，生长于海拔250米至800米的地区，见于向阳石质山坡、石缝间或固定沙丘，目前尚未由人工引种栽培。

## 别名
歧枝繁缕（北京植物志） 双歧繁缕（拉汉种子植物名称） 叉繁缕（东北草本植物志）

## 异名
- Stellaria dichotoma L. var. lanceolata Bunge
- Stellaria dichotoma L. var. linearis Fenzl
- Stellaria gypsophiloides Fenzl